# Grzegorz Kowalski (polityk)
Grzegorz Witold Kowalski (ur. 21 września 1946 w Żyrardowie) – polski działacz partyjny i państwowy, w latach 1987–1990 wicewojewoda skierniewicki.

## Życiorys
Syn Władysława i Teodory. Uczył się w Wieczorowym Uniwersytecie Marksizmu-Leninizmu. W 1972 wstąpił do Polskiej Zjednoczonej Partii Robotniczej. Był sekretarzem ds. rolnych i I sekretarzem Komitetu Miejskiego PZPR w Skierniewicach. W latach 1975–1987 działał w Komitecie Wojewódzkim PZPR w Skierniewicach kolejno jako starszy instruktor i zastępca kierownika w Wydziale Organizacyjnym, a po przekształceniu jako kierownik Wydział Polityczno-Organizacyjnego KW PZPR. Od 1987 do 1990 pełnił funkcję wicewojewody skierniewickiego.